# Mecenzéf
Mecenzéf (1899-ig Alsó-Mecenzéf, szlovákul: Medzev, németül: Metzenseifen) város Szlovákiában, a Kassai kerület Kassa-környéki járásában.

## Fekvése
Kassától 28 km-re nyugatra, a Bódva partján fekszik.

## Története
A várost a IV. Béla által betelepített elzászi és stájer bányászok alapították a tatárjárás után. Ez az első település nem teljesen a mai helyén, hanem északnyugatra – a később Dorfelnek (Dedinka) nevezett városrészen – feküdt. A település arról a patakról kapta nevét, melynek mai neve Pivering. Első írásos említése 1272-ből származik. 1359-ben „Mechenseuph” néven említik. Az 1427. évi adóösszeírásban 58 portát számláltak, ezzel a nagyobb települések közé számított. 1430 körül felépült az új gótikus templom.
A 16. században itt is elterjedt a protestantizmus, a lakosság többsége áttért az új hitre. Eger eleste után az ellenreformáció itteni központja a jászói jezsuita kolostor lett. A rekatolizáció érdekében folytatott harc itt 1671-ben ért véget, amikor Novák evangélikus lelkész arra kényszerült, hogy átadja a templom kulcsait a katolikusoknak.
1618-ban már széleskörű önállósággal és gazdasági előjogokkal rendelkezett a település, mint a szabad királyi bányászvárosok. Különösen a bányászat, a vaskohászat és kézműipar volt fejlett. 1631-ben vált szét a község. Alsómecenzéf a 17. század első felében polgárai szorgalmának és ügyességének köszönhetően jelentős fejlődésnek indult. Az 1630-as évek végétől egymás után alakultak céhei: a kovácsok, lakatosok, asztalosok, cipészek alapítottak itt céheket. 1639-ben megalakult az ácsok és a serfőzők céhe is. A serfőzők még a 19. század első felében is 60 tagot számláltak.
A 17. század végétől dúló háborúk és járványok azonban jelentősen visszavetették a fejlődést. 1715-ben Alsómecenzéfen csak 20 háztartást számláltak, 1720-ban 62 család élt a településen. A veszteségeket a település csak 18. század közepére tudta kiheverni. Fejlődésén lendítettek Mária Terézia és II. József reformjai is, melyeknek köszönhetően a település megszabadult a jászói kolostornak fizetett kötelezettségeitől és újra szabad bányaváros lett. A fejlődés a város épületeiben is megmutatkozott. Ekkor építették át a 15. századi gótikus templomot és készült el a főtéri Mária-oszlop. 1752-ben felépült Alsómecenzéf első katolikus iskolája, azelőtt az itteni gyerekek Felsőmecenzéfre jártak. 1772-ben a számlálóbiztosok 84 gazdát, 219 zsellért és 201 vagyontalan családot számláltak.
A 18. század végén Vályi András így ír róla: „MECZENZEIFEN. Alsó, és Felső Meczenzeif. Népes két mező Város Abaúj Vármegy. lakosai katolikusok, és evangelikusok, fekszik az Ország útban, fájok van, héti, és Országos vásárjai hasznosak, réttyei soványak, lakosai az Országnak külömbféle részeiben keresik élelmeket árkok’ ásásával.”
1828-ban 418 házában 3424 lakos élt. Fényes Elek 1851-ben kiadott geográfiai szótárában így ír a városról: „Alsó-Meczenzéf, német m.-város, Abauj vármegyében, Kassához nyugotra 6 órányira, közel a szepesi, tornai, abauji, határszéleknek összejöveteléhez, 3250 r. kath. 5 evang. lak. Kath. paroch. templom. Postahivatal.”
A 19. század elején Mecenzéfen 215 vashámor működött, melyekben mintegy 500 kovács dolgozott. A hámorok többsége a Bódva völgyében működött. A század végére a hámorok száma 109-re csökkent, az itt dolgozóké pedig 198 volt.
Borovszky Samu monográfiasorozatának Abaúj-Torna vármegyét tárgyaló része szerint (részlet): „SZABADALMAZOTT bányaváros, fekszik a gömör-szepesi érczhegység keleti és Abauj-Torna vármegye északnyugati részén, csereháti járásában, 313 méter magasságban a tenger szine felett, a Bódva folyócska mindkét partján, a szepsi-meczenzéfi szárnyvonal végpontján. Égalja egészséges. A tél többnyire későn köszönt be, az ősz hosszantartó és a legszebb évszak, viszont azonban későn is tavaszodik. A legnagyobb hideg 20°, a legnagyobb meleg 35°. A nyugati szelek uralkodók. A legtöbb eső tavaszszal esik, míg nyáron a patakok gyakran szenvednek a szárazság miatt vizhiányban, minek következtében a hámorokban a munka szünetelni kénytelen. Észak felé kellemes látványt nyújt az Érczhegység Kassa felé huzódó s ott a Hernád völgyébe hanyatló lánczolata, a mely üde erdőkkel, rétekkel van boritva. Elragadó kilátás nyílik innen a Magas-Tátrára. Nyugat és délfelé a várost a hegységnek egy másik befásitott láncza övezi. Ezen hegylánczokról haránt völgyek nyulnak a kis Bódva folyó felé. Ilyenek balfelől a Pivring, az Aranyvölgy, a Humel, a Borzó völgye; jobbról a Grundi és Súgó völgye (Dombach). Mindegyiknek az aljában csermelyek futnak végig, számos helyen kis tóba összegyüjtve, a mely tavacskák mellett a hires hámorok állanak. Alsó-Meczenzéf előtt észak-nyugat és dél-kelet felé kitágul a völgy s az ugynevezett alsó és felső ligetet képezi. Az alsó ligeten, mely egyes helyeken vagy 1 1/2 kilométer szélességü, vezet a folyton népes megyei út Jászó felé, valamint a vasút is, a melynek pályaháza is e ligetben fekszik körülbelül 1 kilométernyire a várostól. A felső liget jóval kisebb, körülbelül 1/2 km. széles. Ezen vezet tovább a megyei út Bodokán át Stósz felé. A meczenzéfi hegységnek, nevezetesen a Kassa felé huzódó hegyláncznak javarésze talkos és csillámpalából áll, melynek csapása kelet-nyugati irányu, dőlése közel merőleges. E palák rétegei között a hasadékokat pátvaskő telepek töltik ki, melyek helyenkint gazdag réz- és fakóérczet tartalmaznak. A pátvaskő-telepek átlagosan párvonalasan fordulnak elő, különféle vastagságban. Minthogy e pátvaskő-telepek közül a vékonyabbak Alsó-Meczenzéf határában vannak, a bányamívelésre alig méltók, azért Alsó-Meczenzéfen a bányászat, mint a multban, úgy jelenleg is, alárendelt szerepü, míg ellenben Felső-Meczenzéfen mindig nagy jelentőséggel birt. Bár délnyugat felé mindenütt mészkő határolja, Meczenzéfen mészkő nincs, s ebbeli szükségletét főleg a közeli szomszédságból födözi. Kova a hegység egyes helyein kisebb tömegekben és vékony erekben mindenütt előfordul. A felszin televényföldje erősen kavicsos agyagból áll. Az alsó és felső liget termőföldje alig 30 metert tesz, mely alatt vastag kavics van. A régi időben a Bódva-völgy ligetei el voltak mocsarasodva, s az utak is e korban mindenütt a hegyek lejtőin és tetőin huzódtak. A meczenzéfi nép nagyrészben hámorkovácsokból áll, de gazdálkodik is. A lakosok száma az 1890-iki népszámlálás szerint volt 2683, ebből 2614 katholikus. 1893-ban születés volt 105, halálozás 70. A város házainak száma 456.”
A trianoni diktátumig Abaúj-Torna vármegye Csereháti járásához tartozott.
A mai Mecenzéf Alsó- és Felsőmecenzéf, valamint Luciabánya egyesítéséből keletkezett, majd Felsőmecenzéf újra önállósult.
A városba vasútvonal vezetett Szepsi irányából, ám 2003-ban a személyforgalma megszűnt.

## Népessége
| Év:            | 1994. | 2004.   | 2014.    | 2024.   |
| -------------- | ----- | ------- | -------- | ------- |
| Emberek száma: | 4027  | 3759    | 4358     | 4166    |
| Eltérés:       |       | -6,65 % | +15,93 % | -4,40 % |

| Év:            | 2023. | 2024.   |
| -------------- | ----- | ------- |
| Emberek száma: | 4124  | 4166    |
| Eltérés:       |       | +1,01 % |

1880-ban 3213 lakosából 2773 német, 238 magyar és 58 szlovák anyanyelvű volt. Ebből 3162 római katolikus, 31 evangélikus, 15 görög katolikus és 5 református vallású volt.
1890-ben 2690 lakosából 2390 német, 159 magyar és 112 szlovák anyanyelvű volt.
1900-ban 2805 lakosából 2258 német, 417 magyar és 112 szlovák anyanyelvű volt.
1910-ben 2658 lakosából 1918 német, 596 magyar és 83 szlovák anyanyelvű volt.
1921-ben 2670 lakosából 1945 egyéb, 600 magyar és 102 csehszlovák volt.
1930-ban 2666 lakosából 2072 német, 240 magyar és 245 csehszlovák volt.
1991-ben 3871 lakosából 82 magyar, 364 cigány, 671 egyéb és 2727 szlovák volt.
2001-ben 3667 lakosából 2766 szlovák, 497 német, 244 cigány, 57 magyar volt.
2011-ben 4261 lakosából 2975 szlovák, 354 német, 77 cigány, 54 magyar.

## Neves személyek
- Alsómecenzéfen született 1665 táján Sorger (Zorger) Gergely (György) erdélyi püspök.
- Itt született 1852-ben Wagner Alajos főgimnáziumi igazgató és címzetes főigazgató.
- Alsómecenzéfen született 1868-ban Gallus Péter plébános, mánta költő.
- Itt született 1875-ben Gedeon Alajos író, pedagógus.
- Itt született 1879. január 30-án Kundt Ernő angol nyelvész, irodalmár, egyetemi magántanár.
- Itt született 1910-ben Lukács László jezsuita szerzetes, levéltáros, rendtörténész.
- Itt született 1947-ben Jaroslav Pollák Európa-bajnok csehszlovák válogatott szlovák labdarúgó.
- Itt töltötte gyermekkorát Rudolf Schuster szlovák író, politikus, aki 1999–2004 között Szlovákia második elnöke volt.

## Nevezetességei
- Az alsómecenzéfi római katolikus templom a 15. században épült gótikus stílusban, 1735-ben barokk stílusban építették át. Főoltára a jászói premontrei kolostor templomából került ide.
- A régi városháza épületében korabeli freskók láthatók.
- Műemlék kovácsműhely.
- 1894-ben Jankó János az egyik házat is javasolta "A millenniumi falu terve" című kéziratában.